# Anjiajia
Anjiajia est une commune urbaine malgache située dans la partie sud-est de la région de Boeny.

## Géographie
Anjiajia est une commune située dans le district d'Ambato-Boeni, dans la région de Mahajanga, à Madagascar. Elle est traversée par une route nationale et dispose de plusieurs infrastructures de transport, comme un réseau de transport terrestre utilisant principalement des véhicules légers. Le climat de la région permet la culture de diverses denrées agricoles, et la commune bénéficie de l’irrigation à travers un système de tohidrano ou pompes. Le village est aussi doté d’un marché quotidien et d’une station de taxis-brousse.

## Démographie
La population d'Anjiajia est estimée à environ 13 100 habitants selon les prévisions de 2000. Une partie importante de la population est impliquée dans l’agriculture, avec environ 85 % des habitants travaillant dans ce secteur. D’autres secteurs incluent la pêche (5 %), l’élevage (8 %), et les services (2 %). Environ 30 % de la population vit dans des conditions de pauvreté, tandis que 10 % sont considérés comme riches. Les autres 60 % sont classés comme ayant un niveau de vie moyen.

## Économie
L’économie de la commune repose principalement sur l’agriculture. Les cultures majeures comprennent le riz, l’arachide, le coton, et le haricot. Le riz, en particulier, couvre une grande superficie de terres irriguées, avec 60 % des rizières bénéficiant de l'irrigation. L'élevage, notamment des bovins et des porcs (avec un total de 10 035 têtes de bétail et 4 000 porcs), est également important pour l'économie locale.